# Guerra de Jugurta
Guerra de Jugurta ou Guerra Jugurtina foi um conflito travado entre 112 e 106 a.C. entre a República Romana e o rei Jugurta da Numídia, um reino na costa norte da África cujo território equivale ao da moderna Argélia. Jugurta era sobrinho e, posteriormente, filho adotivo de Micipsa, rei da Numídia, um país aliado dos romanos desde a Segunda Guerra Púnica. Quando ele  tentou usurpar o trono, os romanos se viram forçados a intervir. Esta guerra foi um passo importante para a consolidação do poder romano no norte da África, apesar de a Numídia só tornar uma província romana em 46 a.C.

## Jugurta e a Numídia
A Numídia era um reino localizado no norte da África, não muito longe da cidade de Cartago, grande inimiga dos romanos por quase dois séculos. O rei Micipsa morreu em 118 a.C. e deixou dois filhos naturais, Aderbal e Hiempsal, e um filho adotivo, Jugurta. Seu desejo era que os três compartilhassem o reino depois de sua morte, mas Jugurta se revelou uma pessoa implacável e inescrupulosa tão logo seu pai adotivo morreu e fez o que pôde para se manter no poder. Ele aprendeu as táticas militares romanas quando comandou a cavalaria númida sob o comando de Cipião Emiliano no cerco de Numância.
Jugurta deu ordens para Hiempsal fosse assassinado e forçou Aderbal a fugir para Roma para pedir ajuda contra seu irmão. Uma embaixada foi enviada à Numídia em 116 a.C. para negociar a paz e para dividir o país entre os dois sobreviventes, mas Jugurta subornou os oficiais romanos na comissão e as melhores regiões do país foram entregues a ele. Ainda assim, a paz foi aceita. Contudo, logo em seguida, em 113 a.C., Jugurta provocou uma nova guerra contra seu irmão e conseguiu encurralá-lo em sua própria capital, Cirta. Aderbal e os italianos que se encontravam na cidade resistiram e uma segunda embaixada foi enviada chefiada por Lúcio Opímio. Ocorre uma nova divisão, colocando a região oriental, com Cirta como capital do reino, nas mãos de Aderbal e a região ocidental para Jugurta, anulando o testamento de Micipsa. Mas para Jugurta dividir o reino era pouco, desrespeitou o acordo e conquistou Cirta sob tímidos protestos do Senado Romano (112 a.C.). Ele executou Aderbal juntamente com muitos dos italianos que o ajudaram, o que enfureceu o Senado Romano. A guerra foi declarada em 112 a.C..

## Calpúrnio Béstia
O cônsul romano Lúcio Calpúrnio Béstia liderou o primeiro exército romano contra Jugurta, que, apesar de se render quase que imediatamente, recebeu termos de paz que eram muito favoráveis, gerando a desconfiança em Roma de que Béstia havia sido subornado. Uma investigação foi iniciada e Jugurta foi convocado a Roma. Ao chegar, ele imediatamente subornou dois tribunos da plebe, que passaram a obstruir os trabalhos e impediram que testemunhasse. Jugurta em seguida tentou contratar o assassinato de um potencial rival, seu primo Massiva, que estava em Roma, e foi expulso da cidade. No final de 110 ou início de 109 a.C., na Batalha de Sutul, Jugurta derrotou um exército romano liderado pelo pretor Aulo Postúmio Albino Magno, que era irmão do cônsul daquele ano, Espúrio Postúmio Albino, aparentemente através de mais subornos, traições e engodos. Logo depois, Jugurta exigiu ser reconhecido como o verdadeiro rei da Numídia, mas o Senado recusou.

## Cecílio Metelo
O cônsul Quinto Cecílio Metelo foi enviado em 109 a.C. para a África para derrotar Jugurta e, por seus esforços, recebeu posteriormente o agnome "Numídico". Metelo era um comandante honesto e habilidoso, mas seu plano era atrasar o final da guerra para maximizar seus ganhos ao invés de derrotar definitivamente Jugurta. Seu plano era destruir as linhas de suprimento dos númidas e forçar Jugurta a uma guerra de guerrilha. Porém, uma disputa interna irrompeu entre Metelo e um de seus legados, Caio Mário, que queria permissão para voltar para Roma para se candidatar ao consulado em 107 a.C.. Ciente das ambições políticas de Mário em Roma, Metelo impediu que ele embarcasse por vários dias, mas acabou cedendo sem saber que Mário, na verdade, ambicionava o seu comando. Uma vez eleito, Mário não conseguiu de imediato o comando da guerra da Numídia, pois a atribuição era feita por sorteio e comandada pelo Senado. Porém, os populares, aliados de Mário, passaram uma lei na Assembleia da plebe para que o comando da guerra fosse entregue a Mário, um evento muito importante na política romana, pois era a primeira vez que Assembleia usurpava uma prerrogativa do Senado sem encontrar resistência.

## Caio Mário
Quando Mário chegou à Numídia, Jugurta havia se aliado ao seu sogro, o rei Boco I da Mauritânia, para cuja corte havia fugido depois da derrota na Batalha do Mutul para as forças de Cecílio Metelo. Mário continuou o plano de Metelo e conseguiu várias vitórias, mas, assim como já vinha acontecendo com Metelo, a tática de guerrilha de Jugurta impediu uma vitória decisiva dos romanos. Rapidamente ficou evidente que Roma não conseguiria vencer Jugurta através da guerra e Mário enviou seu questor, Lúcio Cornélio Sula, para negociar uma paz em separado com Boco I na condição de que ele prendesse e entregasse Jugurta. Em troca, ele poderia anexar parte do Reino da Numídia. Jugurta ficou preso no Tuliano em Roma e foi estrangulado durante o triunfo de Mário em 104 a.C.. Na África, a metade ocidental da Numídia foi entregue a Boco I enquanto a outra metade ficou para o meio-irmão de Jugurta, Gauda.

## Consequências
Metelo e Mário lideraram duas colunas contra as cidades númidas, mas a derrota de Metelo em Zama forçou os romanos de volta a Cartago. Mário voltou para Roma e foi eleito cônsul, com o apoio da plebe e apesar das objeções do Senado. Como os senadores não lhe deram um exército, Mário convocou voluntários e permitiu que cidadãos antes proibidos de servirem (geralmente por não terem terras) se juntassem a ele. A "Reforma de Mário" mudou profundamente o exército romano e permitiu que ele conquistasse a Numídia e capturasse Jugurta (106 a.C.). O Senado não gostava Mário e os senadores concederam o agnome "Numídico" apenas a Metela e, para desgosto de Mário, permitiram que o jovem Lúcio Cornélio Sula fosse reconhecido como conquistador da Numídia. Contudo, a plebe ainda o adorava e Mário foi eleito outras seis vezes para o consulado.
A Guerra de Jugurta demonstrou claramente os problemas da República Romana na época. O simples fato de um homem como Jugurta conseguir o poder que conseguiu comprando oficiais civis e militares de Roma refletia um claro declínio moral e ético da República. Na época, os romanos buscavam o poder individual, geralmente às custas do Senado, um fato também demonstrado pela ascensão de Mário, que ignorou as tradições romanas. Estes eventos também foram observados pelo questor de Mário, o jovem Lúcio Cornélio Sula, que mais tarde se tornaria um adversário de Mário na primeira guerra civil romana. O começo desta rivalidade, segundo Plutarco, foi o papel crucial de Sula nas negociações que levaram à captura de Jugurta. Por conta deste feito, Sula passou a usar um anel comemorativo, mesmo tendo a vitória como um todo ter sido atribuída a Mário.
O historiador romano Salústio escreveu "A Guerra Jugurtina" (em latim: Bellum Jugurthinum) sobre a Guerra Jugurtina enfatizando o declínio da ética entre os romanos e a citou, juntamente com sua outra obra sobre a Conspiração Catilina, numa linha do tempo da degeneração de Roma, que, segundo ele, teria começado na queda de Cartago e terminado com o fim da República. Sua obra é uma das mais importantes para esta guerra, juntamente com as biografias de Sula e Mário de Plutarco.